# Záběhlický hřbitov
Záběhlický hřbitov se nachází v Praze 10 v městské čtvrti Záběhlice mezi ulicemi Břečťanová a Jabloňová. Má rozlohu 0,23 hektaru a jsou zde 4 hrobky, 242 hrobů a 31 urnových hrobů. Byl založen jako náhrada za zrušený hřbitov u kostela Narození Panny Marie.

## Historie
Nejstarší hroby jsou z 2. poloviny 19. století. Velká hrobka rodiny záběhlického velkostatkáře Václava Černého se nachází uprostřed zadní zdi, hrobka statkáře Švehly je vlevo od vchodu.
Roku 1970 zde bylo pohřbívání zastaveno z hygienických důvodů a hřbitov byl určen ke zrušení. Roku 2001 bylo pohřbívání obnoveno pro urnové pohřby.
Záběhlický hřbitov spravuje příspěvková organizace Hřbitovy a pohřební služby hl. m. Prahy, Hřbitovní správa Vinohrady.